# Псевдодифференциальный оператор
Псевдодифференциальный оператор — расширение концепции дифференциального оператора в математическом анализе. Псевдодифференциальные операторы широко применяются в теории уравнений в частных производных и квантовой теории поля, например, в математических моделях, которые включают ультраметрические псевдодифференциальные уравнения в неархимедовом пространстве.

## История
Изучение псевдодифференциальных операторов началось в середине 1960-х годов благодаря работам Кона, Ниренберга, Хёрмандера, Унтербергера и Бокобзы. Эти исследователи сыграли важную роль во втором доказательстве теоремы об индексе Атьи-Зингера с применением K-теории. Хёрмандер получил признание от Атьи и Зингера за его вклад в понимание теории псевдодифференциальных операторов.

## Мотивация

### Линейные дифференциальные операторы с постоянными коэффициентами
Рассмотрим линейный дифференциальный оператор вида {\displaystyle P(D):=\sum _{\alpha }a_{\alpha }\,D^{\alpha }} с постоянными коэффициентами, действующий на гладких функциях {\displaystyle u} с компактным носителем в {\displaystyle \mathbb {R} ^{n}} . Этот оператор можно записать как композицию умножения на полиномиальную функцию (называемую символом) {\displaystyle P(\xi )=\sum _{\alpha }a_{\alpha }\,\xi ^{\alpha }}и обратного преобразования Фурье в виде: 
| {\displaystyle \quad P(D)u(x)={\frac {1}{(2\pi )^{n}}}\int _{\mathbb {R} ^{n}}\int _{\mathbb {R} ^{n}}e^{i(x-y)\xi }P(\xi )u(y)\,dy\,d\xi } (1) |

Здесь, {\displaystyle \alpha =(\alpha _{1},\ldots ,\alpha _{n})} является мультииндексом, {\displaystyle a_{\alpha }} — комплексные числа, {\displaystyle D^{\alpha }=(-i\partial _{1})^{\alpha _{1}}\cdots (-i\partial _{n})^{\alpha _{n}}} — повторная частная производная, где ∂ j означает дифференцирование по j -й переменной.
Вывод формулы (1)
Преобразование Фурье гладкой функции u с компактным носителем в {\displaystyle \mathbb {R} ^{n}} имеет вид {\displaystyle {\hat {u}}(\xi ):=\int e^{-iy\xi }u(y)\,dy}. Используя формулу обращения Фурье, получаем:
{\displaystyle u(x)={\frac {1}{(2\pi )^{n}}}\int e^{ix\xi }{\hat {u}}(\xi )d\xi ={\frac {1}{(2\pi )^{n}}}\iint e^{i(x-y)\xi }u(y)\,dy\,d\xi }
Применив {\displaystyle P(D)} к этому представлению {\displaystyle u(x)} и использовав {\displaystyle P(D_{x})\,e^{i(x-y)\xi }=e^{i(x-y)\xi }\,P(\xi )}, получили формулу (1).

### Представление решений уравнений в частных производных
Чтобы решить уравнение в частных производных вида {\displaystyle P(D)\,u=f}, применим преобразование Фурье с обеих сторон и получим алгебраическое уравнение {\displaystyle P(\xi )\,{\hat {u}}(\xi )={\hat {f}}(\xi ).} Если {\displaystyle P(\xi )} не равен нулю, для любых ξ ∈ {\displaystyle \mathbb {R} ^{n}} имеем {\displaystyle {\hat {u}}(\xi )={\frac {1}{P(\xi )}}{\hat {f}}(\xi )}. По формуле обращения Фурье решение имеет вид {\displaystyle u(x)={\frac {1}{(2\pi )^{n}}}\int e^{ix\xi }{\frac {1}{P(\xi )}}{\hat {f}}(\xi )\,d\xi .}
Здесь предполагается, что:
1. {\displaystyle P(D)} — линейный дифференциальный оператор с постоянными коэффициентами,
2. его символ {\displaystyle P(\xi )} никогда не равен нулю,
3. и u, и ƒ имеют чётко определенное преобразование Фурье.

Можно смягчить последнее предположение, применяя теорию обобщённых функций. Первые два предположения можно ослабить следующим образом.
Применим к последней формуле преобразование Фурье функции ƒ, чтобы получить
{\displaystyle u(x)={\frac {1}{(2\pi )^{n}}}\iint e^{i(x-y)\xi }{\frac {1}{P(\xi )}}f(y)\,dy\,d\xi .}
Это похоже на формулу (1), за исключением того, что {\displaystyle {\frac {1}{P(\xi )}}} является функцией более общего вида.

## Определение
В данном контексте мы рассматриваем псевдодифференциальные операторы как обобщение дифференциальных операторов. Переформулируем формулу (1) следующим образом: псевдодифференциальный оператор {\displaystyle P(x,D)} на {\displaystyle \mathbb {R} ^{n}} — это оператор, который является функцией {\displaystyle x} на значениях {\displaystyle u(x)}
| {\displaystyle \quad P(x,D)u(x)={\frac {1}{(2\pi )^{n}}}\int _{\mathbb {R} ^{n}}e^{ix\cdot \xi }P(x,\xi ){\hat {u}}(\xi )\,d\xi }, |

где {\displaystyle {\hat {u}}(\xi )} является преобразованием Фурье функции u, а символ {\displaystyle P(x,\xi )} в подынтегральном выражении принадлежит определённому классу символов. Например, если {\displaystyle P(x,\xi )} — бесконечно дифференцируемая функция на {\displaystyle \mathbb {R} ^{n}\times \mathbb {P} ^{H}}, удовлетворяющая уравнению
{\displaystyle |\partial _{\xi }^{\alpha }\partial _{x}^{\beta }P(x,\xi )|\leq C_{\alpha ,\beta }\,(1+|\xi |)^{m-|\alpha |}}
при любых x, ξ ∈ {\displaystyle \mathbb {R} ^{n}}, мультииндексах α, β, некоторых константах C α, β и действительного числа m, то {\displaystyle P} принадлежит классу символов {\displaystyle \scriptstyle {S_{1,0}^{m}}} из Хёрмандера. Соответствующий оператор {\displaystyle P(x,D)}называется псевдодифференциальным оператором порядка m и принадлежит классу {\displaystyle \Psi _{1,0}^{m}}.

## Свойства
Линейные дифференциальные операторы порядка m с гладкими ограниченными коэффициентами также являются псевдодифференциальными операторами порядка m. Композиция {\displaystyle PQ} двух псевдодифференциальных операторов {\displaystyle P,Q} так же будет являться псевдодифференциальным оператором, и символ {\displaystyle PQ} можно вычислить, используя символы {\displaystyle P} и {\displaystyle Q}. Сопряжённый и транспонированный псевдодифференциальный оператор является псевдодифференциальным оператором.
Если эллиптический дифференциальный оператор порядка m обратим, то обратный оператор является псевдодифференциальным порядка −m, и его символ можно вычислить. Это означает, что можно решать линейные эллиптические дифференциальные уравнения более или менее явно, используя теорию псевдодифференциальных операторов.
Дифференциальные операторы являются локальными. То есть для определения эффекта оператора требуется только значение функции в окрестности точки. Псевдодифференциальные операторы псевдолокальны, что неформально означает, что при применении к обобщённой функции они не создают сингулярности в точках, где распределение уже гладко.

## Ядро псевдодифференциального оператора
Псевдодифференциальные операторы могут быть представлены в виде ядер. Структура ядра вдоль диагонали зависит от порядка соответствующего оператора. Если символ удовлетворяет упомянутым дифференциальным неравенствам с {\displaystyle m\leq 0}, можно доказать, что ядро представляет собой сингулярное целочисленное ядро.